# Ferrara (província)
A província de Ferrara ou, na sua forma portuguesa, Ferrária é uma província italiana da região da Emília-Romanha com cerca de 340 000 habitantes, densidade de 129 hab/km². Está dividida em 26 comunas, sendo a capital Ferrara.
Faz fronteira a norte com o Vêneto (província de Rovigo) e com a Lombardia (província de Mântua), a este com o Mar Adriático, a sul com a província de Bolonha e a província de Ravena e a oeste com a província de Módena.